# لوته های-مارک
لوته های-مارک (انگلیسی: Lotte Hi-Mart) شرکت خرده‌فروشی کره‌ای است، که در سال ۱۹۹۳ تأسیس شد.